# Bomarea inaequalis
Bomarea inaequalis är en alströmeriaväxtart som beskrevs av Ellsworth Paine Killip. Bomarea inaequalis ingår i släktet Bomarea och familjen alströmeriaväxter.
Artens utbredningsområde är Colombia. Inga underarter finns listade i Catalogue of Life.